# Захаров, Павел Александрович
Па́вел Алекса́ндрович Заха́ров (04.03.1887, Симбирская губерния — 12 мая 1925, Ленинград) — советский военный деятель.

## Биография
Родился в  Симбирской губернии. В 1908 году окончил Тифлисское военное училище. Служил в 6-м закаспийском стрелковом батальоне. В годы Первой мировой войны — штабс-капитан 13-го Туркестанского стрелкового полка.
После окончания в 1917 году ускоренного курса Военной академии служил в Генеральном штабе; произведён в капитаны. В 1918 году служил при Генеральном штабе, в июне зачислен в его штат.
Добровольно вступил в Рабоче-крестьянскую Красную армию. В 1919—1921 годах служил в 1-й армии, где занимал должности начальника оперативного отдела штаба армии, начальника штаба армии; временно исполнял обязанности командарма. Затем был начальником штаба 1-й Туркестанской дивизии. С ноября 1921 года по май 1922 года находился в резерве штаба Туркестанского фронта. С мая 1922 года — начальник оперативного управления штаба Туркестанского фронта.
В марте 1923 года вследствие тяжёлой болезни переведён на должность помощника начальника управления Туркестанского фронта. Умер в Ленинграде 12 мая 1925 от туберкулёза лёгких и малярии. Перед смертью занимал должность начальника штаба 11-го стрелкового корпуса. Исключён из списков РККА за смертью (Приказ РВС по личному составу № 360 от 30.05.1925).

### Семья
Жена — Ольга Всеволодовна Загайная;
- дочь — Ирина (1918 — ?)[1].

## Награды
- ценный подарок Реввоенсовета 1-й Революционной Армии
- орден «Красная Звезда» 1-й степени Всебухарского ЦИК[3].

## Комментарии
1. ↑  По другим данным[1] — родился в 1887 г. в Симбирской губернии.